# Gisela Friebel
Gisela Friebel (geboren am 22. Februar 1941 in Greven; gestorben 1995) war eine deutsche Autorin von Serienromanen und verfasste über 500 Heftromane und Bücher. Neben den Autorennamen G. Friebel und G. S. Friebel verwendete sie auch die Pseudonyme Gisela de Fries und Thea Moosbach. Sie verfasste 1972 zwei Romane für die Science-Fiction-Serie Raumschiff Promet und war damit möglicherweise die erste Frau im deutschen Science-Fiction-Heftroman. Als Gisela de Fries war sie ab 1972 bekannt als Hauptautorin von Rote Laterne, einer im Prostituiertenmilieu spielenden Heftromanserie des Zauberkreis-Verlags und zuvor für die Frauenromanserie Gold-Roman des gleichen Verlags. Als Thea Moosbach schrieb sie Edelweiß-Bergromane.

## Leben
Friebel war vor ihrer Pensionierung Kripo-Angestellte. Sie lebte in Münster. 1983 erkrankte sie an Krebs. 12 Jahre lang kämpfte sie mit Mitteln innerhalb und außerhalb der Schulmedizin gegen die Krankheit und schrieb auch einige einschlägige Sachbücher und Ratgeber. 1995 ist sie verstorben.

## Bibliografie (Auswahl)
Einzelromane
- Seine Liebe kommt nicht zu spät. 1971.
- Professor Wegners seltsame Heirat. 1971.
- Die Liebesgeschichte der Prinzessin Sabine. 1972.
- Und niemand hat mich lieb. 1972.
- Vom Schicksal gezeichnet, von einer Frau geliebt. 1972.
- Lilly. 1972.
- Sündiger Engel Eva. 1972.
- Als das süße Leben lockte. 1972.
- Treu in tiefster Not. 1972.

Heftromane
Grusel-Krimi Taschenbuch (Zauberkreis Verlag):
- 27 Das Monsterschloß. 1978.

Raumschiff Promet:
- 3 Die Energiefalle. 1972.
- 5 Sprung ins All. 1972.

Rote Laterne: über 300 Titel; siehe Titelliste des Artikels zur Reihe
Jugendbuch
- Omi gesucht. Weichert, Hannover/Berlin 1973.
- Der goldene Bleistift. Weichert, Hannover/Berlin 1974.

Sachliteratur und Ratgeber
- Wir feiern Geburtstag, aber wie? Weichert, Hannover/Berlin 1975.
- Wer macht mit? Ein Buch zum Spielen und Lernen mit Bastelanleitungen. Weichert, Hannover/Berlin 1975.
- Das Wunderknäuel. Weichert, Hannover 1977.
- Wir laden ein. Tolle Party-Tips für wenig Geld. Neuer Jugendschriften-Verlag, Hannover 1977.
- Ich habe Krebs und lebe noch immer. Hebel, Rastatt 1984.
- Ich habe Krebs! Na Und? Hebel, Rastatt 1985.
- Ärzte sind nicht allwissend. Hebel, Rastatt 1985.
- Essen Sie gern Tapetenkleister? Hebel, Rastatt 1986.
- mit Klaus Hoffmann: Nahrung für deine Seele. Laredo, Königstein/München 1989.
- mit Klaus Hoffmann: Heilen ist einfach. Vier-Flamingos, Rheine 1990.
- Gesundheit fast zum Nulltarif. Ariane, Königstein 1991.
- Sind wir schon alle Versuchskarnickel? Vier-Flamingos, Rheine 1992.
- mit Erika Wellmann: Wer ist Gesundheitskiller, Nr. 1? Ariane, Königstein 1992, 1994.
- mit Saptono Bambang: Gesundsein ist etwas Göttliches. Ariane, Königstein 1994.